# Alsie Express
Alsie Express — данська віртуальна авіакомпанія, що базується у Сендерборзі. Усі рейси виконує її дочірня компанія перевізник, Air Alsie, оскільки вона немає AOC.

## Історія
«Alsie Express» була заснована в 2013 році і відкрила рейси між Сендерборгом і Копенгагеном 17 червня 2013 року. Попередній оператор Danish Air Transport скасував усі рейси між Сендерборгом – Копенгаген через тиждень після того, як Alsie Express почав виконувати рейси цим маршрутом.
У січні 2021 року компанія Alsie Express оголосила про призупинення своїх регулярних послуг до кінця березня 2021 року через пандемію COVID-19.

## Дистанції

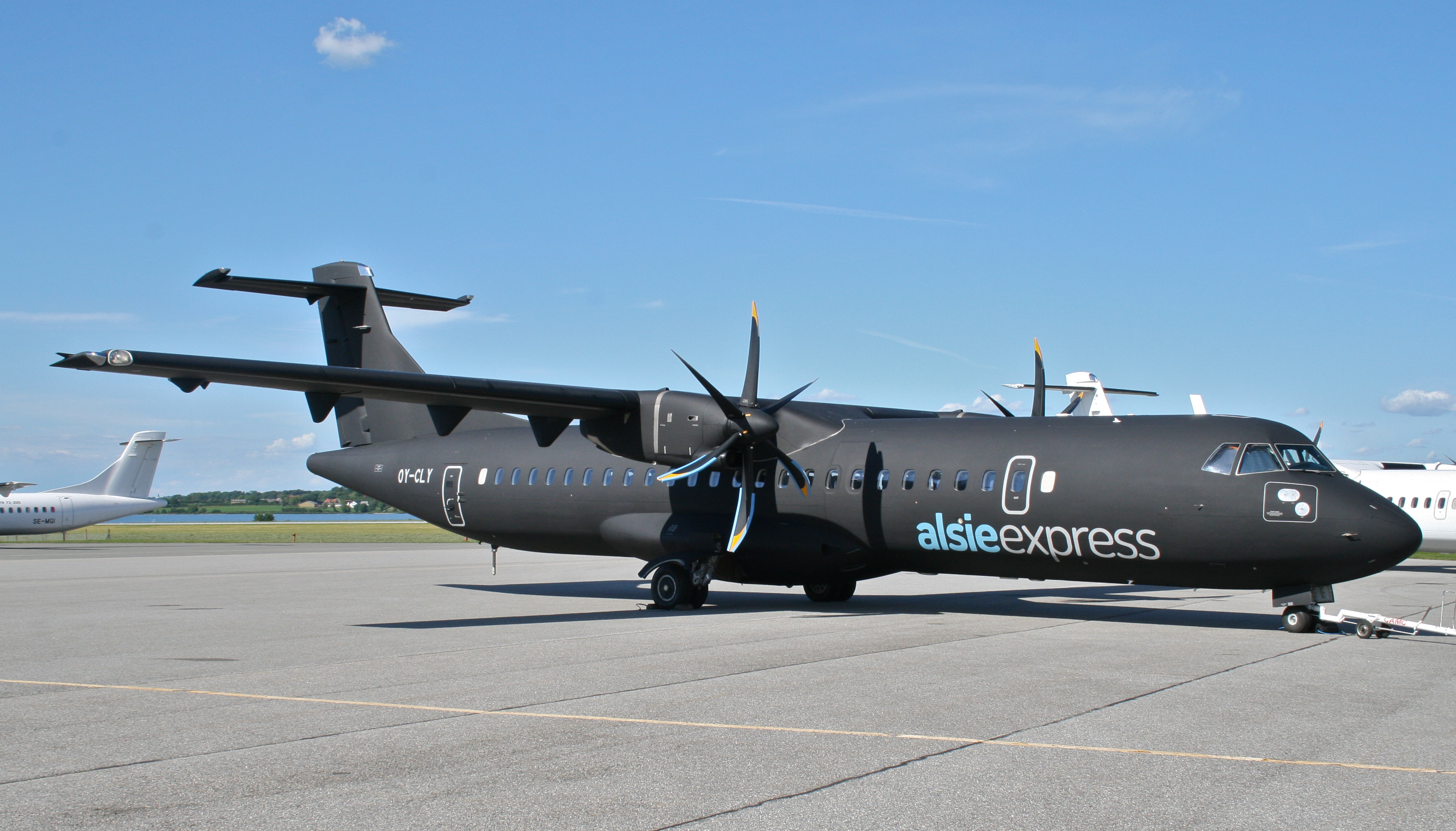
Alsie Express ATR 72-500

Станом на січень 2021 року «Alsie Express» обслуговує такі напрямки:
- Борнгольм сезонний
- Копенгаген
- Дубровник сезонний чартер
- Острів Мен сезонний чартер
- Джерсі сезонний чартер
- Гернсі сезонний чартер
- Селен-Трюсиль сезонний
- Сендерборг базовий
- Задар сезонний чартер

## Флот
Флот на січень 2021:
| Тип        | В дії | Пасажирів | Примітки |
| ---------- | ----- | --------- | -------- |
| ATR 72-500 | 2     | 48 64     |          |